# Propiedades de los números enteros
El conjunto de los números enteros, provisto de las operaciones de adición y multiplicación forman lo que en álgebra abstracta se conoce como una estructura algebraica de anillo. El conjunto de los números enteros se representa mediante la letra {\displaystyle \mathbb {Z} } (que proviene del alemán Zahl, «número» o «cantidad»). Los enteros están totalmente ordenados, y es posible definir varias nociones de distancia entre dos enteros cualesquiera, siendo la más usual igual al valor absoluto de su diferencia.

## Relación con otros conjuntos
Los números enteros pueden ser considerados, por un lado, como una extensión de los números naturales, y por otro como un subconjunto de los números racionales o fracciones, puesto que cada número entero puede ser considerado como una fracción - una división cuyo denominador es el número uno. En concreto se da la siguiente cadena de inclusiones:
{\displaystyle \mathbb {N} \subset \mathbb {Z} \subset \mathbb {Q} \subset \mathbb {R} \subset \mathbb {C} },
formada de izquierda a derecha por los naturales, los enteros, los racionales, los reales y los complejos.
Otro conjunto de interés que extiende los enteros son los enteros gaussianos, denotado {\displaystyle \mathbb {Z} [i]}: combinaciones lineales de la forma m + in, donde m y n son enteros, e i es el número imaginario {\displaystyle {\sqrt {-1}}}. Estos, así como los enteros cuadráticos son subconjuntos del anillo de los enteros algebraicos.
Existen infinitos números enteros. Aunque a simple vista hay más números enteros que naturales, en realidad es posible poner ambos conjuntos en correspondencia biyectiva, lo que significa que ambos conjuntos tienen la misma cardinalidad. Se denomina a este cardinal {\displaystyle \aleph _{0}}, y es el menor cardinal infinito. Es el cardinal de los conjuntos numerables, en particular {\displaystyle \mathbb {Z} } es numerable.
La correspondencia puede expresarse por medio de una sucesión que contenga todos los enteros, por ejemplo
{\displaystyle 0,-1,+1,-2,+2,-3,+3,...}
El hecho de que {\displaystyle \mathbb {Z} } se pueda poner en correspondencia con un subconjunto propio suyo significa que es un conjunto infinito-Dedekind. Por que

## Construcción formal de los enteros

### Clases de diferencias de números naturales
Un número entero negativo puede ser definido mediante la diferencia de dos números naturales. Por ejemplo {\displaystyle -3=5-8}, de donde puede asociarse el número {\displaystyle -3} con el par ordenado {\displaystyle (5,8)} de números naturales. Sin embargo, debido a que {\displaystyle (4,7)} y una infinidad más de pares ordenados dan como resultado {\displaystyle -3} al restar, no puede decirse simplemente que {\displaystyle -3=(5,8)}. En lugar de ello, se incluyen todos los pares ordenados de números naturales, que dan como resultado {\displaystyle -3} al restar sus componentes, dentro de una clase de equivalencia.
Formalmente, se dice que los pares {\displaystyle (a,b)} y {\displaystyle (c,d)} son equivalentes (es decir, se asocian al mismo número entero), lo que se denota como {\displaystyle (a,b)\sim (c,d)} si y solo si:

(1){\displaystyle a+d=b+c}.

La relación {\displaystyle \sim } es una relación de equivalencia que produce en {\displaystyle \mathbb {N} \times \mathbb {N} } una partición en clases de equivalencia, denotadas con corchetes como en {\displaystyle [(5,8)]}, cada una de las cuales puede ser asociada a un único número entero y viceversa. Por ejemplo:
{\displaystyle ~[(4,7)]=[(2,5)]=[(5,8)]=[(1,4)]=-3}
Si admitimos el cero como número natural, podemos definir:
{\displaystyle {\begin{cases}~[(n,0)]=n\\~[(0,n)]=-n\end{cases}}\qquad \forall n\in \mathbb {N} }
Si no se acepta el cero como número natural, y se parte, en cambio, del 1, se define entonces

{\displaystyle {\begin{cases}~[(n+1,1)]=n\\~[(1,n+1)]=-n\end{cases}}\qquad \forall n\in \mathbb {N} }
Luego el cero puede definirse como:
{\displaystyle ~0=[(n,n)]\qquad \forall n\in \mathbb {N} }
El escoger {\displaystyle (n,0)} y {\displaystyle (0,n)} o {\displaystyle (n+1,1)} y {\displaystyle (1,n+1)} para cuando no se acepta {\displaystyle (0\in \mathbb {N} }), para las definiciones anteriores es una decisión completamente arbitraria que toma en cuenta la sencillez de estos pares ordenados. Nótese que, de cualquier forma,
{\displaystyle {\begin{cases}~[(n+m,m)]=n\\~[(m,n+m)]=-n\end{cases}}\qquad \forall n\in \mathbb {N} }
Se define pues el conjunto de los números enteros como el conjunto:

(2){\displaystyle \mathbb {Z} =\{[(a,b)]_{\sim }\mid (a,b)\in \mathbb {N} \times \mathbb {N} \}}

de todas las clases de equivalencia producidas por la relación {\displaystyle \sim } sobre el producto cartesiano {\displaystyle \mathbb {N} \times \mathbb {N} }. Esto es, {\displaystyle \mathbb {Z} } es el conjunto cociente:

(3){\displaystyle \mathbb {Z} =\left(\mathbb {N} \times \mathbb {N} \right)/\sim }.

### Definición de la adición y la multiplicación
Se define la adición ({\displaystyle +}) sobre {\displaystyle \mathbb {Z} } como
{\displaystyle ~[(a,b)]+[(c,d)]=[(a+c,b+d)],\quad } para todo {\displaystyle a,b,c,d\in \mathbb {N} }
teniendo previamente definida la adición sobre {\displaystyle \mathbb {N} }. La definición anterior no depende de los representantes {\displaystyle a,b,c,d\,} escogidos, puesto que cualesquiera otros pares de las mismas clases de equivalencia conducen al mismo resultado. Esto significa que la adición es una operación bien definida. 
| Demostración |
| si {\displaystyle [(a,b)]=[(a',b')],\ } y {\displaystyle \ [(c,d)]=[(c',d')]}, entonces {\displaystyle a+b'=a'+b,\ } y {\displaystyle \ c+d'=c'+d}, luego {\displaystyle {\begin{aligned}{[(a',b')]+[(c',d')]}&=[(a'+c',b'+d')]\\&=[(a+c,b+d)]\\&=[(a,b)]+[(c,d)],\end{aligned}}} ya que {\displaystyle a'+c'+b+d=a+c+b'+d'}. |

La multiplicación ({\displaystyle \cdot }) sobre {\displaystyle \mathbb {Z} } se define como sigue:
{\displaystyle [(a,b)]\cdot [(c,d)]=[(ac+bd\ ,\ ad+bc)],\quad } para todo {\displaystyle a,b,c,d\in \mathbb {N} }
teniendo previamente definida la multiplicación sobre {\displaystyle \mathbb {N} }. La definición anterior también está bien definida.
| Demostración                                |
| {\displaystyle (a-b)(c-d)=(ac+bd)-(ad+bc)}. |

### El orden de los enteros
Del mismo modo que los naturales están ordenados, es posible definir un orden total en los enteros. Dados dos enteros {\displaystyle m=(a,b)} y {\displaystyle n=(c,d)}, se dice que {\displaystyle m\leq n} (leído m es menor o igual que n) si
{\displaystyle a+d\leq c+b},
respecto del orden en los números naturales. Análogamente se define el orden estricto {\displaystyle m<n}.
Se puede comprobar que este orden extiende el orden de los naturales. Este orden no tiene cota superior ni inferior; informalmente, no hay un «número entero máximo» ni un «número entero mínimo». En consecuencia, no es un buen orden, a diferencia del orden de los naturales.

## Estructura algebraica

### Como grupo aditivo
Si consideramos solamente la adición, el conjunto de los enteros {\displaystyle (\mathbb {Z} ,+)} es un grupo abeliano. Este grupo es cíclico e infinito, y es de hecho el único grupo cíclico infinito, salvo isomorfismo de grupos. Es de una importancia fundamental en la teoría de grupos, en especial de los grupos abelianos, y es usual denotarlo simplemente como {\displaystyle \mathbb {Z} }, donde la operación se sobreentiende.
Para cada entero {\displaystyle n}, el elemento simétrico es su negativo, {\displaystyle -n}. El elemento identidad del grupo es el número cero, y es su propio negativo, el único entero con esta propiedad.
Todos los subgrupos propios son de la forma {\displaystyle n\mathbb {Z} }, para algún entero positivo n. En particular, son todos infinitos e isomorfos al propio {\displaystyle \mathbb {Z} }. El único subgrupo finito de {\displaystyle \mathbb {Z} } es el subgrupo trivial {\displaystyle \{0\}}.
La estructura de grupo implica que es posible definir la operación inversa de la suma, es decir, la resta. En consecuencia es posible resolver cualquier ecuación de la forma a + x = b, lo que significa que siempre hay una solución entera para x y que además es única.
Los automorfismos de {\displaystyle \mathbb {Z} } deben aplicar generadores en generadores, por lo que las únicas imágenes posibles para la unidad son 1 y -1. En consecuencia, el grupo de automorfismos de {\displaystyle \mathbb {Z} } contiene dos elementos, y es isomorfo al grupo cíclico C2. El holomorfo de {\displaystyle \mathbb {Z} } es por tanto el producto semidirecto:
{\displaystyle Hol(\mathbb {Z} )=\mathbb {Z} \rtimes C_{2}}.
Al grupo abstracto {\displaystyle \mathbb {Z} \rtimes C_{2}} se le conoce como el grupo diedral infinito {\displaystyle D_{\infty }}, pues generaliza la construcción de los grupos diedrales {\displaystyle D_{n}=C_{n}\rtimes C_{2}}.

### Como anillo
El conjunto de los números enteros con la adición y la multiplicación {\displaystyle (\mathbb {Z} ,+,\times )} forma una estructura algebraica llamada anillo. Este anillo posee las siguientes propiedades:
- es unitario, puesto que el número uno es el elemento identidad de la multiplicación.
- es conmutativo, pues la multiplicación también es conmutativa: {\displaystyle m\times n=n\times m} para todo par de enteros {\displaystyle m} y {\displaystyle n}.
- es un anillo de característica 0: no existe ningún entero positivo {\displaystyle n} tal que {\displaystyle n\times a=0} para todo entero a.[9][10]
- es un dominio de integridad, ya que no tiene divisores de cero: si {\displaystyle m\times n=0} entonces necesariamente {\displaystyle m=0} o bien {\displaystyle n=0}.[11]
- es un dominio euclídeo: es posible definir un algoritmo de división con resto.[12]
- es un dominio de factorización única, todo elemento se descompone de manera única (salvo producto por unidades y orden) como producto de elementos irreducibles. En particular este resultado se conoce como teorema fundamental de la aritmética.
- todo par de elementos tiene máximo común divisor y mínimo común múltiplo, y se verifica la identidad de Bezout.
- es un dominio de ideales principales: todo ideal es principal, esto es, está generado por un único elemento, el máximo común divisor de sus elementos. Todos los ideales son de la forma {\displaystyle n\mathbb {Z} }, para algún entero positivo n; en concreto todos los subgrupos (respecto de la adición) son ideales. Cada uno de estos ideales propios es en sí mismo un anillo conmutativo (sin unidad).[13]
- como consecuencia de lo anterior es un dominio de Dedekind.
- es un anillo noetheriano, ya que todo ideal está generado por un elemento, y este tiene un número finito de divisores; sin embargo no es artiniano porque ese mismo elemento tiene infinitos múltiplos.
- es un anillo ordenado: las operaciones algebraicas del anillo se comportan bien bajo el orden; de hecho es un anillo totalmente ordenado.

A diferencia de la suma, no todo número entero tiene inverso multiplicativo; en consecuencia no siempre es posible dividir dos enteros. La divisibilidad de los enteros es una cuestión compleja, central en la teoría de números. Se dice que {\displaystyle a} divide a {\displaystyle b} si existe un entero {\displaystyle n} tal que {\displaystyle a\times n=b}; tal caso se denota como {\displaystyle a\vert b}. Una ecuación diofántica de la forma {\displaystyle ax=b} solo tendrá solución entera si {\displaystyle a} divide a {\displaystyle b}, lo cual no es cierto en general.
Los únicos enteros que tienen inverso multiplicativo son +1 y -1, que forman el grupo de unidades del anillo (un grupo multiplicativo). En consecuencia, todo entero es divisible entre 1 y entre -1. No obstante, es posible embeber {\displaystyle \mathbb {Z} } en un cuerpo en el que todo entero (salvo el cero) es invertible: este cuerpo es el de los números racionales. La generalización de la construcción de los racionales sobre los enteros permite obtener el cuerpo de fracciones de cualquier anillo conmutativo. En particular los racionales son el cuerpo de fracciones de los enteros, en el que el inverso de {\displaystyle n\neq 0} es la fracción {\displaystyle {\frac {1}{n}}}.

## Estructura métrica y topológica
El conjunto de los enteros se puede convertir en un espacio métrico si se define una función distancia d(m,n). Por ejemplo, la distancia usual en {\displaystyle \mathbb {Z} } es la restricción de la distancia euclídea de los números reales. Para todo par de enteros m y n, toma el valor absoluto de su diferencia:
{\displaystyle d(m,n)=|m-n|}.
Es la distancia entre dos puntos con coordenada entera de la recta numérica.
Respecto de esta métrica, las isometrías en {\displaystyle \mathbb {Z} } son transformaciones que o bien son traslaciones ({\displaystyle n\mapsto n+a}), bien son reflexiones respecto del origen ({\displaystyle n\mapsto -n}), o una composición de ambas. El grupo de isometría de {\displaystyle \mathbb {Z} } resulta ser el holomorfo de {\displaystyle \mathbb {Z} }:
{\displaystyle Isom(\mathbb {Z} )=Hol(\mathbb {Z} )=\mathbb {Z} \rtimes C_{2}}.
Puesto que {\displaystyle \mathbb {Z} } es un sunconjunto del espacio métrico de los reales, {\displaystyle Isom(\mathbb {Z} )} es un subgrupo del grupo euclídeo de dimensión 1, denotado E(1).
En el conjunto de los enteros se puede definir una topología inducida por el orden, que proviene de considerar abiertos todos los intervalos de la forma:
{\displaystyle (a,b)=\{m\in \mathbb {Z} :a<m<b\},\ } donde {\displaystyle a,b\in \mathbb {Z} \ y\ a<b}.
En esta topología cada conjunto unitario es abierto: para todo entero n arbitrario, {n} = (n-1,n+1). Por lo tanto se trata de la topología discreta, lo que dota al grupo aditivo {\displaystyle \mathbb {Z} } de estructura de grupo discreto. La topología inducida por la métrica usual es la misma: dado un número n cualquiera, existe un entorno abierto {\displaystyle B(n,\epsilon )}, para cierto real positivo {\displaystyle \epsilon <1}, que solo contiene a n.
No es la única topología que se puede definir en {\displaystyle \mathbb {Z} }: también son posibles otras topologías habituales como la trivial o la cofinita (aquella en que son abiertos los conjuntos con complementario finito junto con el propio {\displaystyle \mathbb {Z} }).